# Tibor Čiták
Tibor Čiták [tybor čiták] (16. března 1923 – 14. prosince 1954) byl slovenský fotbalový záložník a útočník. Jeho mladší bratr Vojtech byl rovněž prvoligovým fotbalistou.

## Hráčská kariéra
V československé lize hrál za ŠK Baťovany, Jednotu / Dynamo ČSD Košice a Tatran Prešov, celkem vstřelil 3 prvoligové branky.

### Prvoligová bilance
| Ročník          | Zápasy | Góly | Minuty | Klub              |
| --------------- | ------ | ---- | ------ | ----------------- |
| I. liga 1945/46 | 9      | 0    | –      | ŠK Baťovany       |
| I. liga 1948    | –      | 1    | –      | Jednota Košice    |
| I. liga 1949    | –      | 1    | –      | Dynamo ČSD Košice |
| I. liga 1954    | 4      | 1    | 281    | Tatran Prešov     |
| CELKEM I. LIGA  | –      | 3    | –      |                   |